# Jorge Vichera
Jorge Carlos Vichera (Los Andes, Argentina, 12 de octubre de 1941) fue un jugador argentino, que se desempeñaba como defensa y después del retiro como director técnico, iniciando en Perú y destacándose en Bolivia. Tiene un hijo peruano, que reside actualmente en la localidad de Isidro.

## Trayectoria

### Como jugador
Empezó su carrera en el Club Atlético Atlanta en 1959 cuando llegó a las divisiones menores. Fue subido al primer plantel en 1961. Estuvo 5 años hasta que en 1966 emigró a Perú, para jugar por el Alfonso Ugarte de Chiclín donde permaneció hasta 1967, ganando una Copa Perú.  Se retiró en Carlos A. Mannucci en 1968 jugando el Campeonato Descentralizado (Primera División).

### Como entrenador
Comenzó su carrera dirigiendo a Club Cienciano en 1973. Ese mismo año recibe la noticia que la Selección Argentina llegaría a Cusco para jugar un amistoso contra sus dirigidos, pues querían aclimatarse ya que posteriormente jugaban en La Paz por las eliminatorias de la Copa del Mundo 1974. Al año siguiente fue designado para dirigir al Foot Ball Club Melgar de Arequipa durante dos años donde debuta ante Juan Aurich en la primera fecha del Campeonato Descentralizado y logró un honoroso 5 lugar en su último año dirigiendo al equipo rojinegro. En 1978 regresó a su país natal, donde fue entrenador del Club Social y Deportivo Flandria y Deportivo Merlo. Luego dirigió al Lota Schwager de Chile en 1982. Partió para Bolivia para dirigir al Jorge Wilstermann, club al que lo sacó subcampeón nacional en 1985 y participando en la Copa Libertadores del año siguiente, también dirigió al The Strongest en la misma competición el año 1994.

## Clubes

### Futbolista
| Club                      | País      | Año       |
| ------------------------- | --------- | --------- |
| Atlanta                   | Argentina | 1961-1965 |
| Alfonso Ugarte de Chiclín | Perú      | 1966-1967 |
| Carlos A. Mannucci        | Perú      | 1968      |

### Entrenador
| Club                             | País      | Año       |
| -------------------------------- | --------- | --------- |
| Cienciano                        | Perú      | 1973      |
| FBC Melgar                       | Perú      | 1974-1975 |
| Deportivo Junín                  | Perú      | 1977      |
| Club Social y Deportivo Flandria | Argentina | 1979      |
| Deportivo Merlo                  | Argentina | 1980-1981 |
| Comunicaciones de Buenos Aires   | Argentina | 1981      |
| Lota Schwager                    | Chile     | 1982      |
| San Telmo                        | Argentina | 1983      |
| Jorge Wilstermann                | Bolivia   | 1985-1986 |
| Colegiales                       | Argentina | 1986      |
| Oriente Petrolero                | Bolivia   | 1987      |
| Jorge Newbery                    | Argentina | 1989      |
| The Strongest                    | Bolivia   | 1990-1991 |
| Atlanta                          | Argentina | 1992-1993 |
| The Strongest                    | Bolivia   | 1994      |
| Estudiantes de Caseros           | Argentina | 1995      |
| Defensores Unidos                | Argentina | 1996      |
| Deportivo Sacachispas            | Guatemala | 1997      |

## Palmarés

### Como futbolista

#### Títulos nacionales
| Título    | Club                      | País | Año  |
| --------- | ------------------------- | ---- | ---- |
| Copa Perú | Alfonso Ugarte de Chiclín | Perú | 1967 |